# Aeropuerto de Hubli
El Aeropuerto Hubli (IATA: HBX, OACI: VAHB) es el aeropuerto que atiende a Hubli (Hubballi)/Dharwad en el estado de Karnataka, India.

## Aerolíneas y destinos
Se brinda servicio a las siguientes ciudades:
| Aerolíneas | Destinos                                           |
| ---------- | -------------------------------------------------- |
| IndiGo     | Bangalore, Bombay, Chennai, Delhi, Hyderabad, Pune |
| Star Air   | Bangalore                                          |

## Expansión prevista
Está planeado convertir el aeropuerto actual, en un aeropuerto apto para su uso en cualquier meteorología. Se ha efectuado una licitación de 195 billones de rupias para adquirir el terreno necesario para la ampliación. Se ha propuesto adquirir 275 km² de terrenos aledaños, de los que 225 km² son terrenos agrícolas.

## Estadísticas
Ver fuente y consulta Wikidata.